# Великі Березники
Великі Березники́ (рос. Большие Березники, ерз. Покш Килейбуе веле) — село, центр Беликоберезниківського району Мордовії, Росія. Адміністративний центр Великоберезниківського сільського поселення.

## Населення
Населення — 6393 особи (2010; 6398 у 2002).
Національний склад (станом на 2002 рік):
- росіяни — 83 %